# توییکنهام
longitudeتوییکنهامlatitudeتوییکنهام
توییکِنْهام (به انگلیسی: Twickenham) یک منطقهٔ مسکونی در انگلستان است که در لندن واقع شده‌است.

## خصوصیات
تویینکهام ۱۲٫۳۶ کیلومترمربع مساحت دارد.